# Girlfriends on Tour
Girlfriends on Tour ist ein Ableger der Sexy Sport Clips. Im Gegensatz zum Sendekonzept der Sexy Sport Clips hat Girlfriends on Tour eine fortlaufende Handlung und enthält Comedy-Elemente. Regie führt Pierre Roshan.

## Staffeln

### Staffel 1: Sexy Surferinnen
Eine Gruppe von Damen campt und erlebt erotische Abenteuer am Strand. Besetzung: Mia Magma, Dirty Tracy, Lahja Anderson, Bella, Minka.

### Staffel 2: Sexy Snow Bunnies
Winterurlaub in den Bergen. Besetzung: Mia Magma, Mia Miya, Dirty Tracy, Peter Magma, Dirty Mario.

### Staffel 3: Sexy Skipperinnen
Urlaub auf einem Hausboot. Besetzung: Mia Magma, Mia Miya, Dirty Tracy, Maria Mia, Peter Magma.

### Staffel 4: Sexy Alm
Drei Frauen aus der Stadt machen Urlaub auf einer abgelegenen Alm. Sexy Alm wurde auf einem Bauernhof in Südtirol gedreht und ist eine Hommage an die Lederhosenfilme. Die zweite Folge erzielte mit 210.000 Zuschauern den bisherigen Quotenrekord der Sexy Sport Clips. Besetzung: Schnuggie91, Kina Kash, Julie Hunter, Bella Blond, Till Kraemer und Diether von Stein.

### Staffel 5: Sexy Snow Bunnies 2
Julie macht für ihre Semesterarbeit eine Sozialstudie in einem Skigebiet. Besetzung: Julie Hunter, Kina-Kash, RoxxyX, Norma J. Jackson, Jason Steel und Till Kraemer.

### Staffel 6: Sexy Alm 2
Julie und Bella machen Urlaub in Südtirol. Besetzung: Julie Hunter, Kina Kash, Bella Blond, Angi Kroxx, Diether von Stein und Till Kraemer.

### Staffel 7: Sexy Road Trip
Eva und Cindy machen einen Roadtrip an die Ostsee. Besetzung: Celina Davis, Bodo, Julie Hunter, Diether von Stein, Texaspatti und LulluGun.

### Staffel 8: Sexy Survival Camp
Sieben B-Promis müssen verschiedene Herausforderungen meistern. Bei dieser Staffel handelt es sich um eine Parodie auf die Serie Ich bin ein Star – Holt mich hier raus! von RTL. Besetzung: Bodo, Julie Hunter, Diether von Stein, TexasPatti und Paula Rowe.

### Staffel 9: Sexy Alm 3
Julie und Mareike machen Urlaub in den Bergen. Besetzung: Julie Hunter, Hanna Secret, Kim Rose, Sina Velvet, Diether von Stein und Till Kraemer.

### Staffel 10: Sexy Alm 4
Rosl und Alois planen ihren Hof in einen Tantra-Aschram umzufunktionieren. Besetzung: Mary Haze, Lia Lion, Coco Kiss, Sina Velvet, Diether von Stein und Till Kraemer.

### Staffel 11: Die Aussteigerinnen
Crystella macht sich auf den Weg zum Ballermann, um dort als Sängerin durchzustarten. Ihre Freundin Josie begleitet sie dabei. Besetzung: Ginger Costello, Mary Haze, Vika Viktoria, Hanna Secret, Till Kraemer und John Grey.

### Staffel 12: Sexy Road Trip 2
Zora und Magnolia sind auf der Flucht, da sie ihrem Vorgesetzten einen größeren Betrag Geld gestohlen haben. Besetzung: Hanna Secret, Luna Richter, Gabi Gold, Cat Coxx, Diether von Stein und Ecki Hard.

## DVD/Blu-ray-Veröffentlichung
| Staffel                                                              | Erscheinungstermin |
| -------------------------------------------------------------------- | ------------------ |
| Staffel 1                                                            | 3. Februar 2012    |
| Staffel 2                                                            | 2. November 2012   |
| Staffel 3                                                            | 1. Februar 2013    |
| Staffel 4                                                            | 31. Januar 2014    |
| Staffel 5                                                            | 21. November 2014  |
| Staffel 6                                                            | 17. Oktober 2014   |
| Staffel 7                                                            | 6. Februar 2015    |
| Staffel 8                                                            | 13. Februar 2015   |
| Komplettbox (7 Staffeln)                                             | 21. August 2015    |
| Staffel 9                                                            | 30. November 2018  |
| Staffel 10                                                           | 3. Mai 2019        |
| Staffel 11                                                           | 12. Juli 2019      |
| Staffel 12                                                           | 22. November 2019  |
| Sexy Alm – Die komplette Serie (enthält die Staffeln 4, 6, 9 und 10) | 29. Januar 2021    |

Alle Staffeln haben in Deutschland eine Freigabe ab 18 erhalten.

## Auszeichnungen
- 2018 – Venus Award – „Juryaward Beste TV-Serie soft (Sexy Alm 1 bis 4)“[3]